# Milan Pintar
Milan Pintar - Mik, slovenski fizik, * 17. januar 1934, Celje, † 2. februar 2003, Ljubljana.

## Življenje in delo
Pintar je leta 1958 diplomiral in 1966 doktoriral na ljubljanski FNT. Od leta 1957 do 1966, ko se je preselil v Kanado, je bil zaposlen na IJS. Po dveh letih na McMastrovi univerzi v Hamiltonu se je zaposlil na Ontarijski Waterloojski univerzi, kjer je posrtal 1975 redni profesor in tudi direktor centra za jedsko magnetno resonanco. Ustanovil je in 20 let (1969-89) vodil poletno šolo za jedsko magnetno resonanco v Waterlooju.   
Pintar se je v raziskovalnem delu posvetil predvsem spinski termodinamiki, tunelski spetroskopiji in uporabi jedrske magnetne resonance v medicini. V letih 1978-1982 je bil generalni sekretar Mednarodne zveze za jedrsko magnetno resonanco. Bil je član Ameriškega fizikalnega združenja in Kanadske zveze fizikov, leta 1983 je postal tudi član Newyorške akademije znanosti.
Kot alpinist je od leta 1951 do 1960 v navezah opravil 14 prvenstvenih vzponov v slovenskih gorah. Bil je tudi gorski reševalec in od 1959 gorski vodnik.
Leta 1961 je dobil v skupini Kidričevo nagrado.